# 고양축 간선급행버스체계

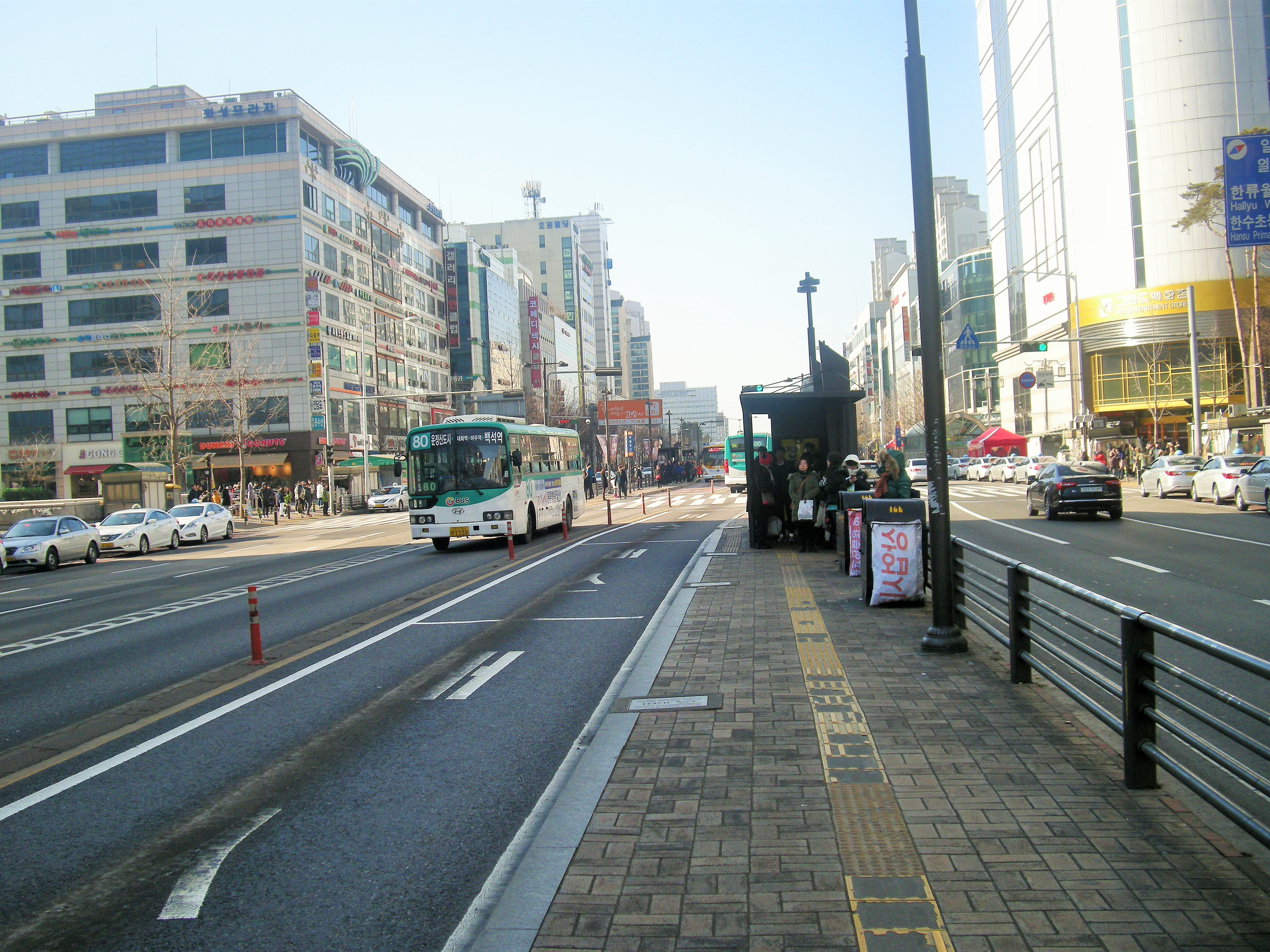
주엽역 정류장

고양축 간선급행버스체계는 경기도와 서울특별시 간의 교통수요 폭증에 대처하기 위해, 경기도 고양시 일산서구 대화동 고양종합경기장을 기점으로 중앙로를 거쳐 덕양구 덕은동 서울 시계까지 15.6 km의 구간에 설치된 교통 체계이다. 서울 시계에서 수색로 - 성산로 중앙버스전용차로와 연결된다.

## 개요
- 구간 : 경기도 고양시 일산서구 대화동 고양종합경기장 - 덕양구 덕은동 서울 시계 (15.6 km)
- 시설
  - 중앙버스전용차로
  - 중앙버스정류장 54개소
  - 불법주정차 단속카메라 54개소
  - 버스정보시스템(BIS)
    - LCD 27개소, LED 43개소

  - 버스우선신호
    - 행신초등학교 앞, 가라뫼, 화정역 앞 사거리, 화정사거리

## 배경
- 고양, 파주 지역 택지개발에 따른 인구증가 및 서울특별시 - 경기도 고양시, 파주시 간의 교통수요 폭증.
- 자가용 중심의 교통구조에서 대중교통 (철도 · 버스) 중심의 구조로 재편되어야 할 필요성.
- 노선우회 (일산선) 및 전철화 지연 (수도권 전철 경의선)으로 철도의 분담률이 상대적으로 저조.
- 이로 인해, 버스 및 자가용의 분담률이 상대적으로 높음.

## 연혁
- 건설교통부, 수도권 22개 노선 (540 km) 간선급행버스체계 구축계획 발표.
- 2005년 6월 : 경기도, 고양축 간선급행버스체계 구축계획 발표. 대화역 - 덕은동 서울시계 15.6 km, 2005년 8월 착공, 2006년 3월 개통 목표.
- 2005년 12월 : 착공 (2006년 4월 개통 목표)
- 2006년 1월 : 일산경찰서 (일산동 · 서구), 교통규제심의 보류로 일산동 · 서구 구간 (중앙로) 공사 중단, 덕양구 구간 (당시 승전로, 현재 중앙로로 통합) 우선착공.
- 2006년 3월 : 일산경찰서 교통규제심의 통과. 일산동 · 서구 구간 (중앙로) 착공.
- 2006년 10월 27일 : 대화역 - 수색역간 간선급행버스체계 전 구간 개통

## 경유 버스 노선
| 노선 번호      | 운행업체      | 운행구간                      | 운행구간 | 운행구간       | 경유지 | 배차 간격 (분) | 비고                        |
| -------------- | ------------- | ----------------------------- | -------- | -------------- | --- | -------------- | --------------------------- |
| 11             | 명성          | 성석동                        | ↔        | 행신역         | 해태쇼핑, 일산서구보건소, 일산역, 신일비즈니스고등학교, 주엽역, 정발산역, 마두역, 백석초등학교, 백마역, 고양시청, 원당역, 고양어울림누리, 화정역, 화정2동주민센터, 신능중학교 | 5~8            | 고양시 면허                 |
| 56             | 신성교통      | 운정신도시                    | ↔        | 김포국제공항   | 운정지구, 일산가구공단, 농수산물센터, 대화역, 문촌마을, 주엽역, 강선마을, 일산동구청, 마두역, 알미공원, 백석역, 대곡역, 개화역                                                | 10~20          | 파주시 면허                 |
| 66             | 명성          | 연다산동.교하차고지           | ↔        | DMC            | 청암초교, 대화역, 문촌마을, 주엽역, 강선마을, 일산동구청, 마두역, 백석역, 대곡역, 고양경찰서, 행신동, 한국항공대역, 수색역                                                    | 10~15          | 고양시 면허                 |
| 70             | 신성교통      | 교하동                        | ↔        | 중산고교       | 교하택지, 덕이동, 대화역, 주엽역, 중산지구 | 15~20          | 파주시 면허                 |
| 72             | 명성          | 대화동                        | ↔        | 지하 신촌역    | 대화역, 정발산역, 백석역, 대곡역, 한국항공대역, 수색역, DMC, 가좌역, 연세대                                                                                                   | 9              | 고양시 면허                 |
| 77             | 명성          | 대화마을                      | ↔        | 지상 신촌역    | 정발산역, 마두역, 백석역, 대곡역, 행신동, 한국항공대역, 수색역, DMC, 가좌역                                                                                                   | 10             | 고양시 면허                 |
| 80             | 신성교통      | 교하동                        | ↔        | 백석역         | 교하택지, 운정신도시, 운정역, 대화역, 주엽역, 강선마을, 마두역 | 15~30          | 파주시 면허                 |
| 82             | 명성          | 내유동                        | ↔        | 지하 신촌역    | 고양외고, 서울시립승화원, 원릉역, 원당역, 화정역, 서정마을, 행신동, 한국항공대역, 수색역, DMC, 가좌역, 연세대                                                                 | 10~15          | 고양시 면허                 |
| 88A            | 고양교통      | 고양공영차고지                | →        | 고양공영차고지 | 대화역, 주엽역, 호수공원, 마두역, 백석역, 마두1동주민센터, 국립암센터, 농수산물센터                                                                                           | 3~10           | 고양시 면허                 |
| 88B            | 고양교통      | 고양공영차고지                | ←        | 고양공영차고지 | 대화역, 주엽역, 호수공원, 마두역, 백석역, 마두1동주민센터, 국립암센터, 농수산물센터                                                                                           | 3~10           | 고양시 면허                 |
| 90             | 신성교통      | 맥금동                        | ↔        | 백석역         | 금촌역, 봉일천시장, 대원3리, 청석궁, 고봉초교, 중산마을, 발산중학교, 마두역                                                                                                   | 8~14           | 파주시 면허                 |
| 96             | 고양교통      | 강화서문                      | ↔        | 식사동         | 강화터미널, 김포대학, 마송, 김포시, 고촌, 수도권제1순환고속도로, 마두역, 중산마을                                                                                             | 20~30          | 고양시 면허                 |
| 97             | 고양교통      | 김포대학                      | ↔        | 행신역         | 마송, 일산대교, 대화역, 주엽역, 일산병원, 백석역, 고양경찰서 | 20~25          | 고양시 면허                 |
| 108 일반좌석   | 명성          | 명성터미널                    | ↔        | 여의도역       | 강선마을, 일산동구청, 백석역, 대곡역, 화정역, 능곡, 자유로, 강변북로, 국회의사당역, 여의나루역, 샛강역                                                                        | 15~40          | 고양시 면허                 |
| 150            | 신성교통      | 맥금동                        | ↔        | 김포국제공항   | 금촌역, 순달교, 운정신도시, 삽다리사거리, 덕이동, 대화역, 주엽역, 백석역, 능곡역, 개화역                                                                                      | 10~15          | 파주시 면허                 |
| 200 직행좌석   | 신성교통      | 교하지구                      | ↔        | 홍대입구역     | 출판단지, 삽다리사거리, 대화역, 일산동구청, 백석역, 서울외곽순환고속도로, 자유로, 강변북로, 합정역                                                                            | 20~30          | 파주시 면허                 |
| 567            | 신성교통      | 금촌                          | ↔        | 지상 신촌역    | 파주시청, 운정신도시, 일산시장, 고양시청, 원당역, 삼송역, 구파발역, 홍은동, 서대문구청, 연세대학교                                                                            | 10-20          | 파주시 면허                 |
| 600            | 신성교통      | 갈곡리                        | ↔        | 강선마을       | 법원읍, 파주읍, 월롱역, 금촌역, 금촌주공단지, 운정신도시, 덕이동, 대화역, 주엽역                                                                                              | 8~14           | 파주시 면허                 |
| 700            | 동해운수      | 일산신도시 (대화동)           | ↔        | 서울역         | 후곡롯데A, 국립암센터, 백석역, 대곡역, 행신동, 서정마을, 항공대학교, 수색역, DMC, 연세대학교, 경복궁역, 광화문역, 시청역, 충정로역, 이대입구역, 지하 신촌역                   | 6~14           | 서울시 면허                 |
| 773            | 제일교통      | 운정신도시                    | ↔        | 불광역         | 운정신도시, 탄현역, 강선마을, 정발산역, 일산병원, 대곡역, 화정역, 원당역, 고양동산고등학교, 구파발역, 불광역                                                                  | 9~20           | 서울시 면허                 |
| 707            | 동해운수      | 일산신도시 (대화동)           | ↔        | 서울역         | 대화역, 마두역, 일산병원, 능곡역, 항공대학교, DMC, 연세대학교, 경복궁역, 광화문역, 시청역, 충정로역, 이대입구역, 지하 신촌역                                                  | 8~21           | 서울시 면허                 |
| 740            | 신촌교통      | 덕은동 (수색)                 | ↔        | 삼성역         | DMC, 가좌역, 지하 신촌역, 공덕역, 삼각지역, 녹사평역, 고속터미널역, 서초역, 교대역, 강남역, 선릉역                                                                            | 5~12           | 서울시 면허                 |
| 750A           | 신촌교통      | 덕은동 (수색)                 | ↔        | 서울대학교     | 국방대학교, DMC, 가좌역, 연세대학교, 서울역, 신용산역, 노들역, 상도역, 서울대입구역                                                                                           | 4~16           | 서울시 면허                 |
| 771            | 동해운수      | 일산신도시 (대화동, 구일산)   | ↔        | DMC            | 일산복음병원, 동국대병원, 고양시청, 화정역, 고양경찰서, 행신동, 항공대입구 | 15~30          | 서울시 면허                 |
| 830 일반좌석   | 명성          | 대화공영차고지                | ↔        | 영등포역       | 덕이지구, 탄현큰마을, 효성아파트, 서광아파트, 마두역, 백석역, 수도권제1순환고속도로, 자유로, 강변북로, 당산역, 삼환아파트, 영등포시장역                                       | 5~7            | 고양시 면허                 |
| 871 일반좌석   | 명성          | 성석동                        | ↔        | 여의도역       | 복음병원, 풍동지구, 마두역, 호수마을, 백석역, 대곡역, 행신동, 북로 분기점, 자유로, 강변북로, 당산역, 삼환아파트, 영등포시장역, 영등포역, 여의도환승센터                       | 15~25          | 고양시 면허                 |
| 900            | 신성교통      | 통일전망대                    | ↔        | 대화역         | 영어마을, 금촌역, 운정행복센터, 일산가구공단, 덕이동 로데오거리, 현대백화점                                                                                                   | 15~20          | 파주시 면허                 |
| 921 일반좌석   | 명성          | 탄현동                        | ↔        | 지하 신촌역    | 황룡초등학교, 밤가시마을, 알미공원, 백석역, 대곡역, 화정역, 자유로, 강변북로, 합정역, 홍대입구역                                                                              | 10             | 고양시 면허                 |
| 1000 직행좌석  | 명성          | 대화동                        | ↔        | 서울역         | 대화역, 마두역, 행신동, 연세대학교, 광화문역, 시청역 | 3~10           | 고양시 면허                 |
| 1001 직행좌석  | 고양교통      | 대화역                        | ↔        | 부천대학       | 후곡마을, 국립암센터, 백석역, 서울외곽순환고속도로, 고촌, 부천터미널, 복사골문화센터, 송내역, 상동시장                                                                        | 15~30          | 고양시 면허                 |
| 1200 직행좌석  | 명성          | 탄현지구                      | ↔        | 서울역         | 중산지구, 밤가시마을, 백석역, 행신동, DMC, 연세대학교, 광화문역, 시청역 | 8~15           | 고양시 면허                 |
| 1500 직행좌석  | 명성          | 연다산동.교하차고지           | ↔        | 영등포역       | 교하택지, 운정신도시, 대화역, 마두역, 백석역, 수도권제1순환고속도로, 자유로, 강변북로, 당산역, 삼환아파트, 영등포시장역                                                       | 7~15           | 고양시 면허                 |
| 1900 직행좌석  | 명성          | 명성터미널(구일산)            | ↔        | 서울역         | 일산복음병원, 풍동지구, 화정역 고양경찰서, 행신동, 한국항공대학교, DMC, 광화문역, 시청역                                                                                      | 15~25          | 고양시 면허                 |
| 2000 직행좌석  | 선진버스      | 운정신도시                    | ↔        | 서울역         | 운정신도시, 대화역, 마두역, 행신동, DMC, 연세대학교, 광화문역, 시청역 | 10             | 김포시 면허                 |
| 3300 공항좌석  | 명성          | 대화마을                      | ↔        | 인천국제공항   | 대화역, 주엽역, 강선마을, 마두역, 백석역, 수도권제1순환고속도로, 인천국제공항고속도로                                                                                         | 12~18          | 고양시 면허 환승할인 미적용 |
| 7711           | 신촌교통      | 덕은동                        | ↔        | 홍대입구역     | 상암동, 서울월드컵경기장, 성산동 | 8~14           | 서울시 면허                 |
| 7726           | 신촌교통      | 덕은동                        | ↔        | 북가좌동삼거리 | 현천동, 항공대학교, 수색교, 수색역, 디지털미디어시티역 | 20             | 서울시 면허                 |
| 7727           | 신촌교통      | 성석동                        | ↔        | 신촌           | 탄현큰마을, 일산시장, 일산경찰서, 마두역, 행신동, 한국항공대역, 수색역, 연세대학교, 신촌역                                                                                    | 6~15           | 서울시 면허                 |
| 7728           | 동해운수      | 대화동                        | ↔        | 신촌           | 탄현역, 식사동, 고양시청, 원당역, 도래울마을, 새절역, 디지털미디어시티역, 연세대학교, 신촌역                                                                                  | 8~20           | 서울시 면허                 |
| 8109 경기순환  | 경기고속      | 오리역                        | ↔        | 킨텍스         | 미금역, 정자역, 서현역, 야탑역, 수도권제1순환고속도로, 백석역, 마두역, 주엽역, 대화역                                                                                         | 15~30          | 광주시 면허                 |
| 9600 직행좌석  | 대원고속      | 식사지구                      | ↔        | 강남역         | 동국대병원, 고양시청, 성사고등학교, 화정역, 능곡중학교, 자유로, 강변북로, 올림픽대로, 신사역, 논현역, 신논현역, 역삼역, 강남역,                                               | 15~25          | 광주시 면허                 |
| 9700 직행좌석  | 명성 대원고속 | 킨텍스                        | ↔        | 양재시민의숲역 | 대화역, 주엽역, 마두역, 정발산역, 백석역, 행신동, 인천국제공항고속도로, 자유로, 강변북로, 올림픽대로, 신사역, 논현역, 신논현역, 강남역, 양재역                                | 15~20          | 광주시 면허 고양시 면허     |
| 9701 서울광역  | 선진운수      | 일산신도시 (가좌동)           | ↔        | 명동           | 대화역, 마두역, 대곡역, 화정역, 원당역, 서오릉, 은평구청, 홍제역, 독립문, 종각역                                                                                              | 7~26           | 서울시 면허                 |
| 9707 서울광역  | 선진운수      | 일산신도시 (가좌동)           | ↔        | 영등포역       | 송포백송, 대화역, 주엽역, 마두역, 백석역 능곡역, 자유로, 강변북로, 당산역, 영등포시장역                                                                                       | 8~12           | 서울시 면허                 |
| 9711A 서울광역 | 서울운수      | 일산신도시 (킨텍스 제2전시장) | ↔        | 양재시민의숲역 | 탄현역, 홀트, 중산마을, 일산경찰서, 마두역, 백석역, 고양경찰서, 서정마을 DMC, 월드컵경기장역, 강변북로, 올림픽대로, 신사역, 논현역, 신논현역, 강남역, 양재역                  | 13~20          | 서울시 면허                 |
| 9714 서울광역  | 제일교통      | 교하차고지                    | ↔        | 서울역         | 교하지구, 대화역, 마두역, 백석역, 행신동, DMC, 연세대학교, 광화문역, 시청역, 서대문역                                                                                         | 25~50          | 서울시 면허                 |
| M7106 광역급행 | 가온누리엠    | 일산신도시 (대화역)           | ↔        | 서울역         | 주엽역, 강선마을, 마두역, 백석역, 연세대학교, 광화문역, 시청역 | 3~10           | 고양시 면허 입석금지 노선   |
| M7412 광역급행 | 대원고속      | 일산신도시 (중산동)           | ↔        | 강남역         | 해태쇼핑, 일산경찰서, 정발산역, 마두역, 백석역, 수도권제1순환고속도로, 자유로, 강변북로, 올림픽대로, 신사역, 논현역, 신논현역                                                 | 8~14           | 광주시 면허 입석금지 노선   |

## 같이 보기
- 간선급행버스체계
- 2004년 수도권 버스 개편
- 버스전용차로